# Amateur Transplants
Amateur Transplants (ang. Amatorskie Przeszczepy) - Kabaretowy duet, poruszający głównie kwestie związane z medycyną. Założony przez dwóch brytyjskich lekarzy Adama Kaya i Sumana Biswas w Londynie.

## Życiorys
Obydwaj członkowie duetu skończyli medycynę na Imperial College London. Kabaret został założony w 2003 roku. Rok później w sklepach pojawiła się pierwsza płyta zespołu - "Fitness to Practise", która odniosła duży sukces w Wielkiej Brytanii. W roku 2005, 2006, 2007 i 2008 zespół występował na festiwalu sztuki Edinburgh Fringe.

## Muzyka
Muzyka Amateur Transplants to przede wszystkim parodie innych znanych piosenek, poruszające medyczne tematy. Wiele z nich bazuje na dziełach amerykańskiego pieśniopisarza Toma Lehrera. 10% dochodów z płyty "Fitness to Pracitse" zostało przekazane na rzecz brytyjskiej organizacji charytatywnej Macmillan Cancer Support. Zespół wydał trzy płyty.

## Dyskografia
- 2004: Fitness to Practise
- 2007: The Black and White Menstrual Show
- 2008: Unfit to Practice
- 2009: In Theatre (album koncertowy)